# Aleuroclava kanyakumariensis
Aleuroclava kanyakumariensis es un hemíptero de la familia Aleyrodidae, con una subfamilia: Aleyrodinae. Fue descrita científicamente en 1993 por Sundararaj & David.